# Lou Hudson
Louis Clyde Hudson (né le 11 juillet 1944 à Greensboro, Caroline du Nord et mort le 11 avril 2014) est un joueur américain professionnel de basket-ball de NBA.
Hudson joue avec les Golden Gophers, l'équipe universitaire de l'université du Minnesota de 1963 à 1966. Il est l'un des premiers noirs à jouer dans l'équipe et preuve d'une carrière remarquable, son numéro, le 14, est retiré par les Gophers. Il s'inscrit à la Draft 1966 de la NBA et est sélectionné par les Hawks de St. Louis au 4e rang. Il est aussi drafté par les Cowboys de Dallas, une équipe de football américain, lors de la draft NFL 1966.
Mesurant 1,95 m, Hudson peut jouer arrière ou ailier. Il a une longue et féconde carrière professionnelle, inscrivant 17 940 points en 13 saisons (de 1966 à 1979). Il est sélectionné à six reprises au NBA All-Star Game avec les Hawks (qui déménagent à Atlanta, Géorgie en 1968), y glanant le surnom de « Sweet Lou » pour son gracieux et efficace tir en suspension. Son maillot, le no 23 a été retiré par les Hawks d'Atlanta.
Après sa carrière de joueur professionnel, Hudson s'investit en tant qu'entraîneur de l'équipe de basket-ball dans un centre aéré qu'il met en place à Park City, Utah pendant une vingtaine d'années avant de subir une attaque cardiaque en 2005. Déjà reconnu pour son engagement, il apparaît ensuite en tant qu'ambassadeur dans la campagne Power to End Stroke! de l'association caritative américaine American Heart Association (AHA).
Hudson est intronisé au "Georgia Sports Hall of Fame" en 2002 et aussi aux North Carolina et Atlanta Sports Hall of Fame.

## Pour approfondir
- Liste des meilleurs marqueurs en NBA en carrière.